# Villa Serrano (gemeente)
Villa Serrano is een gemeente (municipio) in de Boliviaanse provincie Belisario Boeto in het departement Chuquisaca. De gemeente telt naar schatting 11.642 inwoners (2018). De hoofdplaats is Villa Serrano.

## Indeling
De gemeente bestaat uit de volgende kantons:
- Cantón Mendoza[3] - 29 gemeenschappen - 4126 inwoners (2001)
- Cantón Urriolagoitia[4] - 39 gemeenschappen - 2512 inw.
- Cantón Villa Serrano[5] - 41 gemeenschappen - 5639 inw.